# Diana Schutz
Pour les articles homonymes, voir Schutz.
Diana Schutz née le 1er février 1955 est une responsable éditoriale américaine d'origine canadienne qui a travaillé pour la maison d'édition Dark Horse Comics.

## Biographie
Diana Schutz naît le 1er février 1955 au Canada. Elle entre dans la vie active en travaillant dans des magasins de comics. Dans les années 1980 elle devient responsable éditoriale de comics et en 1990 elle occupe cette fonction au sein de Dark Horse Comics qui est alors une petite maison d'édition indépendante d'une dizaine de personnes. Durant 25 ans Diana Schutz reste dans cette maison d'édition et s'occupe de la publication de comics d'artistes aussi importants que Will Eisner, Frank Miller, Mike Mignola, Neil Gaiman, etc. En mars 2015, fatiguée de la tension incessante qui va de pair avec ce métier, elle décide de quitter Dark Horse et de se consacrer à l'enseignement en université.

## Récompenses
- 1999 : Prix Eisner de la meilleure anthologie pour Grendel: Black, White et Red
- 2005 : Prix Eisner de la meilleure anthologie pour Michael Chabon Presents The Amazing Adventures of the Escapist (avec David Land)
- 2006 : 
  - Prix Lulu de la femme méritante
  -  Prix Haxtur de la meilleure histoire courte pour Supergirl : « Young Love », dans Solo (avec Tim Sale)
  - Prix Eisner du meilleur livre sur la bande dessinée pour Eisner/Miller (avec Charles Brownstein)
- 2009 : inscrite au temple de la renommée de la bande dessinée canadienne, pour l'ensemble de son œuvre
- 2023 : inscrite au temple de la renommée Will Eisner[3]